# Seika
Seika (星華 Seika?) es un personaje de la serie de manga y anime Saint Seiya conocido en español como Los Caballeros del Zodiaco, creada por el autor Masami Kurumada. Seika es la hermana mayor del protagonista principal de la serie Seiya.

## Características

### Apariencia
Seika es de contextura delgada, su rostro tiene un porte fino, su color de cabello es marrón con una tonalidad un poco más clara y sus ojos son de color café oscuro.

### Personalidad
Seika parece ser una chica de carácter generoso y tranquilo ya que se preocupa mucho por su hermano Seiya, y que en la saga de Hades lo único que quiere es volver a verlo, como él a ella.

## Historia

### Desaparición
Seika vivía junto con su hermano menor Seiya en un orfanato en Tokio. Hasta que se separaron porque la Fundación Kido se llevó a Seiya a Grecia para el entrenamiento de caballero y convertirse en un caballero de bronce siendo separado bruscamente de su hermana Seika.
Inicialmente, Mitsumasa Kido le había prometido a Seiya que si llegaba a convertirse en caballero este los volvería a unir, Seiya se convirtió en un Caballero de Pegaso, para volver con su hermana, pero ella se escapó en el período de su aprendizaje como caballero, para buscarlo. En la búsqueda de su hermano menor sufre una caída desde una montaña cerca del Santuario quedando inconsciente y perdiendo la memoria, fue recogida por un hombre de la Aldea de Rodorio, un pueblo que está a las afueras del Santuario de Atenea. Seika solo pudo recordar su nombre gracias a que lo llevaba escrito en sus pertenencias. 
Seiya decide participar en el torneo galáctico para llamar la atención en las televisoras que trasmitían las peleas en todas partes del mundo, para que su hermana lo viera, más tarde, Seiya pierde prioridad de encontrar a su hermana para continuar los innumerables retos que el destino le puso por delante y por proteger a Atenea.

### Saga de Hades
Al pasar el tiempo Seika es encontrada gracias a Marin de Águila y a Kiki en medio de la batalla contra Hades, pero Seika había perdido la memoria debido a una caída de una montaña. Seiya se enfrentaba contra Thanatos en una difícil pelea, en la pelea Thanatos amenaza a Seiya con matar a su hermana y le lanza ataques desde los Campos Eliseos, kiki es el primero en percibe los ataques y salva a Seika, después todo el grupo de caballeros de bronce y plata se pone alrededor de Seika para protegerla de los ataques de Thanatos, pero el ataque de Thanatos derriba a todos excepto a Seika que consigue evitarlo gracias al esfuerzo del grupo.
Poco después Seika recupera la memoria gracias a la voz de Seiya quien desesperadamente gritaba su nombre, entonces Seika se pone a gritar el nombre de Seiya mientras se pone a rezar para que Seiya pueda vencer en la batalla que lleva a cabo en los Campos Eliseos. Tanto es el entusiasmo y valentía de Seika y los demás que la mismísima Atenea incita a elevar el cosmos de Seiya a niveles divinos, por lo que su armadura se convierte en una Armadura Divina de Pegaso y de esa forma Seiya derrota a Thanatos.
- Datos: Q3897693